# Justice Prisoner and Alien Transportation System
Il Justice Prisoner and Alien Transportation System (JPATS), soprannominata "Con Air", o ICE Air, è un'agenzia del governo federale degli Stati Uniti incaricata del trasporto di persone in custodia legale tra le carceri, centri di detenzione, tribunali e altri luoghi di pena e di sofferenza. È la più grande rete di trasporto carcerario del mondo. Sebbene utilizzata principalmente dal Federal Bureau of Prisons o dallo United States Immigration and Customs Enforcement, il JPATS assiste anche le forze di polizia e quelle militari.

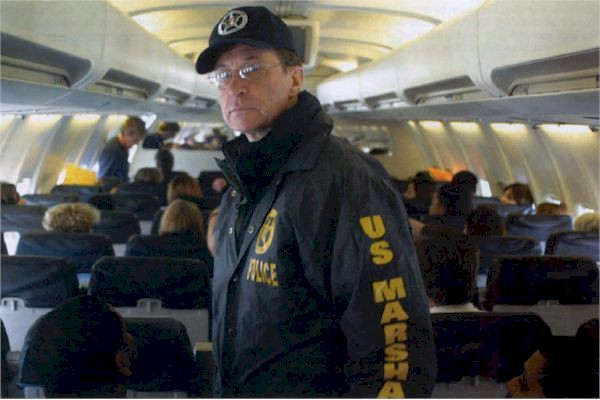
Un U.S. Marshal su un volo.

L'agenzia è gestita dallo United States Marshals Service dalla sede a Kansas City, Missouri. Il JPATS è stato costituito nel 1995 dalla fusione della flotta aerea del Marshals Service con quella del Servizio di Immigrazione e Naturalizzazione. Il JPATS effettua più di 260 000 movimenti di prigionieri all'anno. Le operazioni hanno base principale a Oklahoma City, Oklahoma, senza dimenticare Las Vegas, Nevada, Porto Rico e Isole Vergini. Il Federal Transfer Center presso l'aeroporto Will Rogers di Oklahoma City è stato costruito appositamente per facilitare il transito dei prigionieri del JPATS.

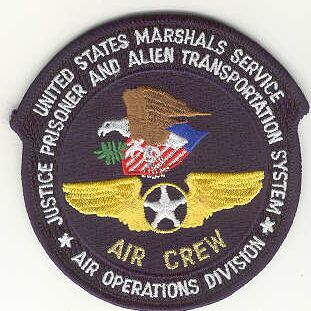
Lo stemma presente sulle divise degli agenti che operano sui voli.

L'agen zia impiega due Boeing 737-400 per trasportare detenuti e residenti illegali negli Stati Uniti per l'estradizione. Aviogetti più piccoli e turboelica venivano utilizzati anche per il trasporto di singoli prigionieri considerati particolarmente pericolos, nonché individui del programma di protezione testimoni. L'ultimo Saab 2000 è stato ritirato nel 2018.
Immediatamente dopo gli attacchi dell'11 settembre 2001, quando la Federal Aviation Administration ha messo a terra tutto il servizio aereo civile, il JPATS è stato l'unico servizio a continuare a volare nello spazio aereo degli Stati Uniti.

## Storia
Prima dell'esistenza del JPATS, il trasporto aereo dei detenuti federali su lunghe distanze era complicato. La procedura richiedeva la scorta da parte di due marescialli, che accompagnavano il detenuto su un normale aereo di linea. Ciò poneva numerosi problemi, incluso il pericolo per i civili, un supporto di altri marescialli necessari per tali scorte e un'elevata spesa per i contribuenti. Il predecessore del JPATS era il National Prisoner Transportation System dello United States Marshals Service.
Il 20 agosto 1985, la Federal Aviation Administration (FAA) offrì un Boeing 727 ai marescialli. Sebbene nessuno scopo specifico fosse originariamente previsto per questo aereo, un funzionario ebbe l'idea di usarlo per il trasporto collettivo di detenuti federali.
La compagnia aerea ha migliorato l'efficienza del trasporto dei detenuti e ha reso la vista di un passeggero ammanettato su un aereo commerciale in gran parte un ricordo del passato. Per un aereo pieno di 200 reclusi, sono necessari solo 12 marescialli o agenti di custodia, addestrati con procedure di emergenza molto simili a quelle che gli assistenti di volo conoscono nelle aerolinee convenzionali.

## Attività
Gli aerei del JPATS toccano quasi tutte le principali città degli Stati Uniti. Gli orari dei voli sono tenuti segreti al pubblico e sono noti solo a coloro direttamente coinvolti, controllori e ammanettati. Ai detenuti previsti su un volo viene dato poco o nessun preavviso, per scoraggiare fughe e sabotaggi e per prevenire intrusioni da parte di estranei. L'organizzazione del volo e dei posti a sedere è curata con attenzione con l'intento di separare i detenuti che potrebbero entrare in conflitto tra loro. I membri di bande rivali possono essere trasportati in giorni diversi per ridurre il rischio di scontri e colluttazioni in volo. A differenza della pratica della maggior parte delle carceri, i detenuti maschi e femmine volano insieme sugli stessi aerei,ma vengono accuratamente separati per evitare occasionali improprie intimità.
Gli individui trasportati sono accuditi con manette e catene alle caviglie e alla vita a doppia o tripla chiusura. Coloro che rappresentano un pericolo aggiuntivo possono essere costretti a indossare indumenti o dispositivi aggiuntivi, come guanti rinforzati che isolano completamente e quasi completamente immobilizzano le mani, copri-manette che nascondono i fori della serratura e maschere per il viso per evitare morsi e sputi. Tuttavia, a causa delle normative della FAA, i detenuti non sono fisicamente vincolati ai loro posti in alcun modo tranne che per le cinture di sicurezza utilizzate durante il decollo e l'atterraggio. Nel senso che si possono alzare per andare a sedersi vicino ad un compagno o amico oppure vicino a un finestrino per godersi un panorama che difficilmente rivedranno.

## Flotta
Al maggio 2023 la flotta del JPATS era così composta:

### Flotta storica
Il JPATS operava in precedenza con:
- Boeing 727
- Douglas DC-9-10
- Douglas DC-9-30
- Douglas DC-9-40

## Nella cultura di massa
- U.S. Marshals - Caccia senza tregua (1998) descrive la storia del volo JPATS 343, un Boeing 727-200 che si schianta durante un trasporto e la successiva caccia all'uomo per un prigioniero fuggito in seguito all'incidente.[11]
- In Orange Is the New Black, nell'episodio "Thirsty Bird" (2014), il prigioniero Piper Chapman viene trasportato su un aereo del JPATS per un trasferimento dalla prigione di Litchfield a New York a una struttura di detenzione di Chicago. I marshal vengono mostrati mentre perquisiscono i prigionieri prima di imbarcarsi. I prigionieri vengono mostrati mentre salgono a bordo del volo da varie località, inclusi uomini e donne.